# Capnophaeum indicum
Capnophaeum indicum är en svampart som beskrevs av C. Bernard 1918. Capnophaeum indicum ingår i släktet Capnophaeum och familjen Capnodiaceae.   Inga underarter finns listade i Catalogue of Life.